# アラブ首長国連邦とベトナムの関係
アラブ首長国連邦とベトナムの二国間関係について述べる。両国は互いに駐在大使の交換を行っており、アラブ首長国連邦はハノイに、ベトナムはアブダビに、それぞれ大使館を設置している。
両国は文化も信仰されている宗教も異なるものの、ベトナム中央部から南部にかけての先住民であるチャム族が（アラブ首長国連邦では主要宗教たる）イスラム教を受け入れ信仰している。そのことが、ベトナムにおいて、イスラム教を信仰するマレーシアからの商人は勿論、アラブ圏からの商人との歴史的交易がなされることにつながった。
ベトナムが1986年にドイモイ政策を実施するようになってから、アラブ首長国連邦はベトナムにおける、アラブ国家およびイスラム国家で多額の出資を行う国の一つとなっている。またアラブ首長国連邦はベトナム国内にあるいくつかのモスクの寄贈者でもある。その中には、ドンナイ省スアンロク県に2006年1月に開設された、ベトナムで一番大きいモスクも含まれている。なおこれらのモスクの建設費はサウジアラビアからの寄付も含まれている。
アラブ首長国連邦は、ベトナムにおけるムスリム、特にチャム族に対しイスラム式の教育の支援も行っている。